# انجیل آسترامیر

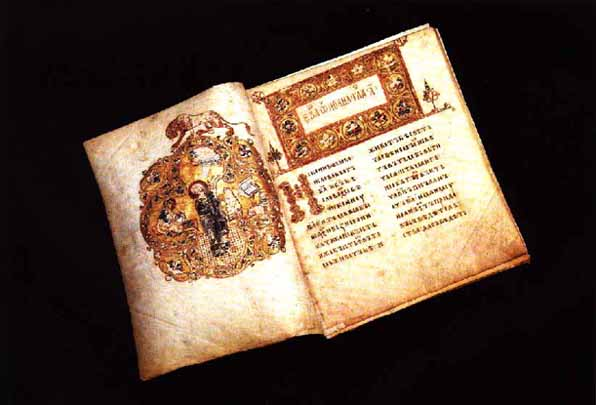
انجیل آسترامیر به زبان اسلاوی کلیسایی نوشته شده است.

انجیل آسترامیر (روسی: Остромирово Евангелие) نام قدیمی‌ترین کتاب تاریخ‌دار اسلاوهای شرقی است. انجیل آسترامیر را کشیش اعظمی به نام گرگوری در ۱۰۵۶ یا ۱۰۵۷ میلادی برای امیر نووگورود، پوسادنیک اوسترومیر خلق کرد.
کشورهای شرقی اسلاوی با داشتن ارتباط نزدیک با بیزانس، به سبب اعتقاد به مذهب ارتدکس، در برهه‌های زمانی مختلف به دنبال شبیه‌سازی قابلیت‌های خود در همهٔ زمینه‌های هنر بوده‌اند. یکی از زمینه‌هایی که این موضوع به وضوح در آن دیده می‌شود، خلق نسخه‌های خطی مصور با نقش‌ها، طرح‌ها و تصاویر فراوان و متنوع است. این نسخه‌های پرارزش در سراسر جهان اسلاو خلق و نگهداری شده‌اند اما قدیمی‌ترین نسخه خطی به زبان اسلاوی شرقی به نام انجیل آسترامیر، در روسیه نگهداری شده است. این نسخه متعلق به سال ۱۰۵۷ است و پیش از اکتشاف نوشته‌های نووگورود بر روی لوحه‌های مومی در سال ۲۰۰۰، کتاب انجیل آسترامیر کهن‌ترین کتاب اسلاوی به شمار می‌آمد. متن کتاب انجیل آسترامیر ۲۹۴ صفحه است که با سر صفحه‌ها، پارافها و مینیاتورها تزئین شده است. امسال نام این نسخه خطی، که در کتابخانه ملی روسیه نگهداری می‌شود، در فهرست یادمان‌های جهانی یونسکو ثبت شد.